# Franziska Kaufmann
Franziska Kaufmann (Interlaken, 3 de noviembre de 1987) es una deportista suiza que compite en curling.
Ganó dos medallas de oro en el Campeonato Mundial de Curling, en los años 2014 y 2016, y una medalla de oro en el Campeonato Europeo de Curling Femenino de 2014.

## Palmarés internacional
| Campeonato Mundial | Campeonato Mundial     | Campeonato Mundial | Campeonato Mundial |
| Año                | Lugar                  | Medalla            | Prueba             |
| ------------------ | ---------------------- | ------------------ | ------------------ |
| 2014               | Saint John (Canadá)    | Medalla de oro     | Equipo             |
| 2016               | Swift Current (Canadá) | Medalla de oro     | Equipo             |
| Campeonato Europeo |                        |                    |                    |
| Año                | Lugar                  | Medalla            | Prueba             |
| 2014               | Champéry (Suiza)       | Medalla de oro     | Equipo             |